# Pahang (rzeka)
Pahang – rzeka w Malezji, najdłuższa na Półwyspie Malajskim.
Długość 322 kilometrów, od źródeł Jelai 434 kilometrów. Powstaje z połączenia rzek: Jelai i Tembeling, wypływających ze stoków masywu Tahan. Wysoki stan wód od listopada do marca. Uchodzi estuarium do Morza Południowochińskiego, na południe od miasta Kuantan. W dolinie rzeki plantacje kauczukowca i palmy kokosowej. Żeglowna dla małych jednostek na długości 400 kilometrów od ujścia. Główne miasto Temerloh.